# مايك مارتن (لاعب كرة قدم أمريكية أمريكي)
مايك مارتن (بالإنجليزية: Mike Martin)‏ هو لاعب كرة قدم أمريكية أمريكي، ولد في 1 سبتمبر 1990 في ديترويت في الولايات المتحدة.

## وصلات خارجية
- مايك مارتن على موقع مرجع كرة القدم المحترفة.كوم (الإنجليزية)